# كوينتن دي بارسيفال
كوينتن دي بارسيفال (بالفرنسية: Quentin de Parseval)‏ هو لاعب كرة قدم فرنسي في مركز الدفاع، ولد في 21 سبتمبر 1987 في أورليان في فرنسا. لعب مع نادي أميان ونادي أنجيه.

## وصلات خارجية
- كوينتن دي بارسيفال على موقع قاعدة بيانات كرة القدم.إي يو (الإنجليزية)
- كوينتن دي بارسيفال على موقع ليكيب (الفرنسية)